# Полог (град)
Полог (на македонска литературна норма: Полог) е предполагаем средновековен град, разположен на територията на едноименната котловина Полог, днес в Северна Македония. Локализацията и изобщо съществуването на град Полог е обект на научни спорове.

## Идентификация
Много стари изследователи, като Вилхелм Томашек и Радослав Груич свързват град Полог с крепостта Градище над село Градец. „Град Градец“ е разрушен в 1190 година от Стефан Неманя. Според тях Византия обновява старото градче Градец в XIII век и му дава ново име Полог, като средище на Горния Полог. Подобно е мнението и на Димче Коцо. Според Томо Томоски градът е крепостта Соколец край Калище, а други археолози я търсят край Стенче и Тетово.
Видният хърватски археолог Иван Микулчич изказва съмнения в тази хипотеза, тъй всички тези крепости са малки и на практика отхвърля съществуването на град Полог изобщо.